# 釋氏要覽
《釋氏要覽》是北宋天禧年間的一部小型佛教類書，僧人道誠著，與南宋《翻譯名義集》、明《教乘法數》合稱“佛學三書”。

## 作者
道誠生平記載很少，根據《釋氏要覽》自序、《佛祖統紀》，他曾在京師講學，之後返回故鄉錢塘，先後居住在龍華寺、月輪山寺，天禧三年（1019）宋真宗大赦天下，他感念真宗的恩澤，所以寫成這部書，以為初入佛門者解惑。

## 內容
《釋氏要覽》共3卷、27篇（上中下三卷各9篇）、680目、81,000多字，主要介紹佛教的各種名詞術。這部書引用頗多，共1337例、303種，保存了不少亡佚古籍。

## 版本
《釋氏要覽》現存多個版本，主要版本為宋刻三卷本、宣德八年刻本、嘉靖八年刻本、莆田廣化寺影印本（1919）。此外，日本也有多個重要刻本，如寬永十年豐雪齋刻本（中野道伴1633年刻）、京前川茂右衛門尉刻本、明治二十二年銅版印本（出雲寺文次郎1893年出版）、《大正新修大藏經》本（高楠順次郎等出版於1934年）。此外，日本米泽图书馆藏室町钞本、国立公文书馆藏庆长刊本是三卷本《释氏要览》最早的写本和刻本。